# Агнодика
Агнодика (др.-греч. Ἀγνοδίκη) — первая в истории, и, возможно, вымышленная, древнегреческая акушерка. Она была родом из Афин, где женщинам и рабам было запрещено законом изучать медицину. Агнодика отправилась изучать медицину в Египет, поскольку ей как женщине отказали в обучении в Афинах. Согласно трудам Гая Юлия Гигина (и только его), Агнодика выдала себя за мужчину и стала посещать лекции врача по имени Герофил, посвятив себя преимущественно изучению акушерства и гинекологии.
Женщины отказывались от её услуг, пока она не признавалась, что сама является женщиной. Позже, когда она уже начала самостоятельную и успешную практику, несколько других врачей позавидовали ей и обвинили её в растлении пациенток. Она вынуждена была отвечать перед Ареопагом. После того, как она открыла свой истинный пол, это обвинение с неё сняли, но тут же предъявили другое — как уже было сказано, женщины не вправе были заниматься медициной. На её защиту встали её бывшие пациентки — жёны афинских правителей, и в результате закон, нарушенный Агнодикой, был отменён.
Ни к какой конкретной дате эта история не привязана, но некоторые называют учителя Агнодики не Иерофилом, а Герофилом, и таким образом относят произошедшее к IV—III веку до н. э. Эта поправка на первый взгляд кажется вполне уместной, но все же против неё существуют возражения. Во-первых, если довериться авторитету Гигина и признать, что эта история произошла на самом деле, то она скорее имела место в V или VI веке до н. э, чем в III или IV, во-вторых, нет указаний на то, что Агнодика бывала в Александрии, или Герофил посещал Афины, а в-третьих маловероятно, что Гигин назвал бы столь известного врача «неким Герофилом».